# Faunesa de pie

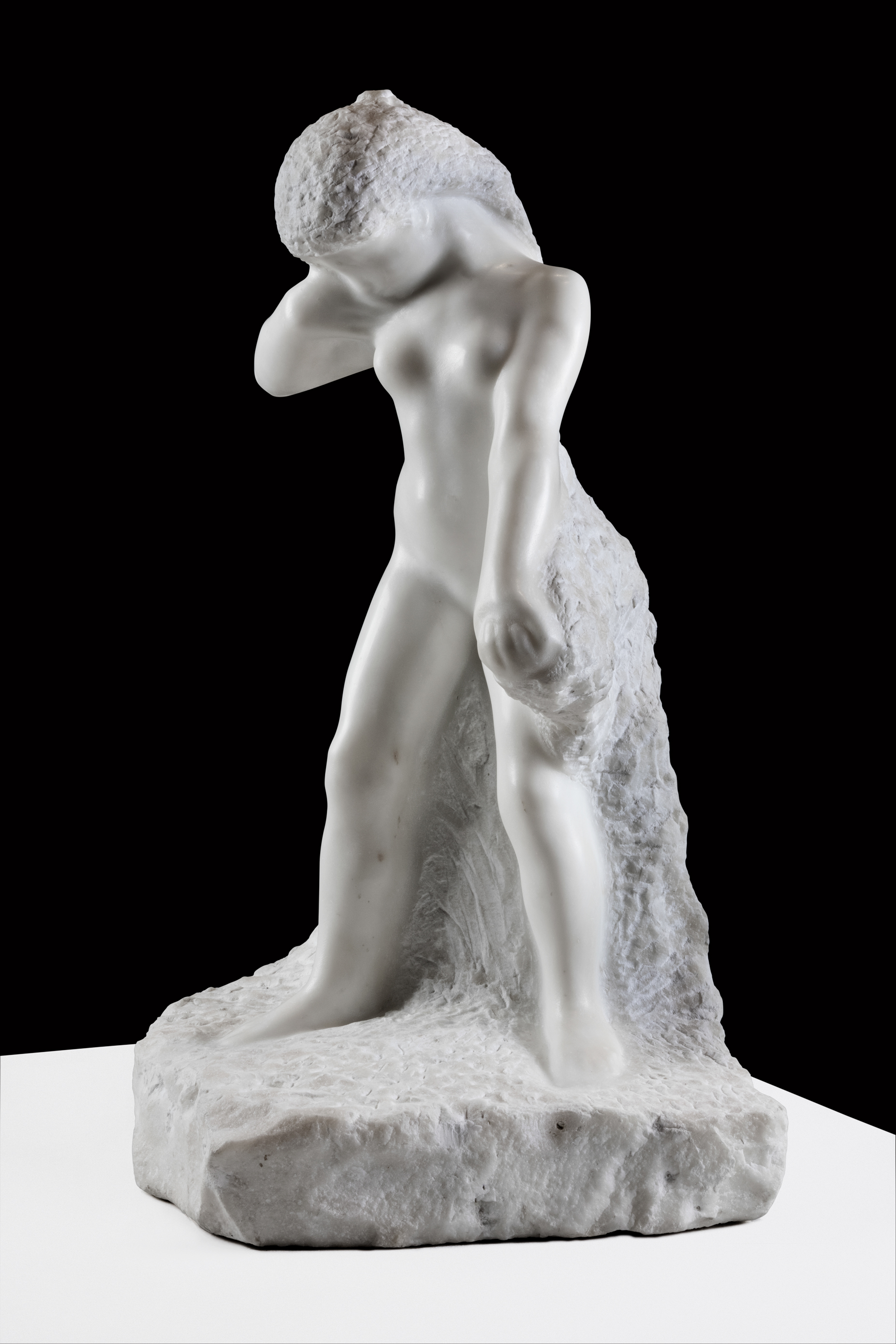
Faunesa de Pie de Auguste Rodin

La Faunesa de Pie es una escultura de  mármol blanco  con dimensiones de 70.1 × 44.7 × 38.4 cm creada en 1910 por el artista Auguste Rodin.

## Historia de la obra
Rodin concibe la obra para la representación de un alma dentro del grupo escultórico del tímpano en la puerta del Infierno. Rodin representa con este conjunto de mujeres, la lujuria del averno.

## Descripción e influencia

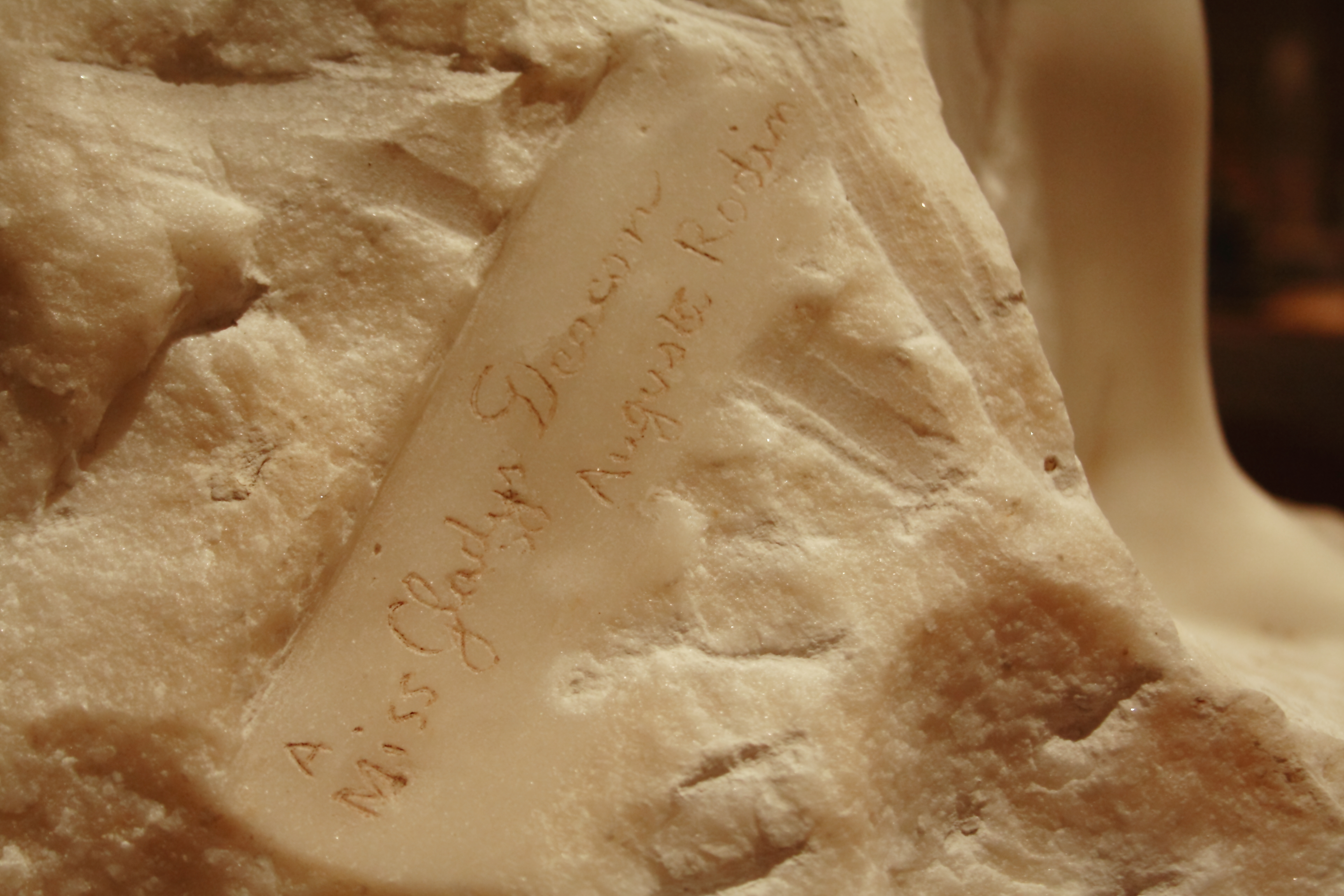
Inscripción en la parte izquierda de la base de la obra Faunesa de pie de Auguste Rondin.

La obra tiene como tal varios motivos creadores de los cuales el primero representa a una mujer condenada desconcertada en medio del gentío de pecadores en el lugar que el artista mostró la lujuris del averno. Por otro lado la pieza de la Faunesa de Pie simboliza la estrecha relación entre el Rodin y el la Duquesa de  Marlborough, prueba de esto se aprecia una inscripción en la escultura en la parte izquierda de la base donde se lee "A Miss señorita Gladys Deacon/ Auguste Rodin".